# Primeros casos de Poirot
Primeros Casos de Poirot (título original en inglés: Poirot's Early Cases) es un libro de la escritora británica Agatha Christie, publicado originalmente en Reino Unido por Collins Crime Club en 1974 (y poco después ese mismo año, en Estados Unidos por Dodd, Mead and Company bajo el título Primeros casos de Hércules Poirot). En España fue publicado por Editorial Molino en 1975.
El libro está compuesto por 18 relatos cortos en los que interviene el famoso Hércules Poirot. En la mayoría de las historias, también aparecen Hastings, fiel compañero de Poirot, y el inspector jefe Japp, de Scotland Yard.
Uno de estos relatos, El expreso de Plymouth, fue reescrito en forma de novela larga bajo el título El misterio del tren azul. Otro de ellos, Poirot infringe la ley, no figura en la edición española del libro, pero, no obstante, ya había sido publicado en 1966 como parte de la colección homónima.

## Historias y argumento
Los títulos y argumentos de los relatos que componen este libro son:

### El caso del baile de la Victoria
(Título original: The Affair at the Victory Ball)
El inspector jefe Japp le pide a Poirot que le ayude a esclarecer los extraños sucesos que han tenido lugar en el reciente baile de la Victoria en el Colossus Hall, una fiesta de disfraces. Un grupo de seis personas asistieron representando a los viejos personajes de la commedia dell’arte: el joven vizconde Cronshaw, su tío el honorable Eustaquio Beltane, una viuda americana, Mr. Cristóbal Davidson, su mujer y Miss Coco Courtenay, una actriz prometida a Lord Cronshaw.
La noche fue mal desde el principio cuando se hizo obvio que Conshaw y Coco no se hablaban. Ella acabó pidiendo a Chris Davidson que la llevará de vuelta a su piso en Chelsea. Tras  marcharse, un amigo de Cronshaw vio a éste de pie en un palco del salón de baile y le pidió que se reuniera con él en el hall. Cronshaw abandonó el balcón pero entonces desapareció, no volviéndosele a ver hasta diez minutos después, cuando fue encontrado en el sueño del comedor, apuñalado en el corazón con un cuchillo de cocina. Para completar la tragedia, Coco Courtney fue encontrada muerta en su cama con una sobredosis de cocaína.
Poirot comienza a investigar, dirigiendo su atención a varios detalles, entre otros, que Cronshaw se oponía rotundamente a las drogas, y que en el comedor del Colossus Hall había un reservado cubierto con una cortina. Finalmente, concierta en su piso una reunión de la gente involucrada en el suceso con el fin de llevar a cabo una representación de los seis personajes de la commedia dell’arte. En ella, dará a conocer la solución al enigma.

### La aventura de la cocinera
(Título original: The Adventure of the Clapham Cook)
A Poirot no le interesa investigar ninguno de los casos que aparecen en los periódicos y sobre los cuales Hastings trata de atraer su atención. Sin embargo, se ve en un aprieto cuando recibe la visita de Mrs. Todd, quien está decidida a que investigue la desaparición de su cocinera. Con cierto humor, y para evitar incómodas discusiones, decide aceptar tan insignificante caso.
Los hechos: Eliza Dunn, una mujer de mediana edad, desapareció de casa de los Todd, en Clapham, en la que trabajaba como cocinera, sin dejar ni rastro salvo por un mensaje en el que solicitaba que le hicieran llegar su baúl con todas sus pertenencias. Entrevistando a la doncella de la casa, Poirot descubre que el baúl ya estaba cerrado y embalado el mismo día de la desaparición de Eliza, lo que significa que ella ya había planeado irse, a pesar de lo apresurado de su marcha. El otro ocupante de la casa es Mr. Simpson, inquilino de los Todd.
Varios días después, Eliza se presenta en casa de Poirot y le cuenta que su precipitada marcha se debe a que el día de su desaparición recibió una cuantiosa herencia, condicionada esta todo a que la aceptara inmediatamente y no volviera a trabajar en el servicio doméstico. Todo esto le fue comunicado por un hombre que la abordó en la calle mientras ella regresaba a casa de los Todd una noche, y que le explicó que el legado procedía de una amiga de su abuela. Ante lo apremiante de la cláusula, Eliza había cogido inmediatamente el tren y un par de días después, recibido sus pertenencias desde Clapham. Finalmente, Poirot da con la clave del misterio, demostrando que no hay caso pequeño, por insignificante que este parezca en un principio.

### El misterio de Cornualles
(Título original: The Cornish Mystery)
Poirot recibe la visita de Mrs. Pengelley, una mujer de mediana edad que teme estar siendo envenenada por su marido. Ambos viven en Polgarwith, un pequeño pueblo de Cornualles. Ella no tiene pruebas de lo que dice, solo sabe que enferma después de las comidas, excepto cuando su marido se ausenta, y que una botella de herbicida, supuestamente sin usar, está medio vacía. El médico local lo achaca todo a una gastritis aguda y no hay razones que lleven a pensar Mr. Pengelley trataría de matar a su mujer por motivos económicos, pero ella sospecha que su marido tiene una aventura con su joven recepcionista. Otra habitante de la casa es su sobrina, Freda Stanton, pero la chica se había marchado la semana anterior tras una disputa con su tía.
Poirot y Hastings viajan a Cornualles el día siguiente y quedan conmocionados al saber que Mrs. Pengelley ha muerto hace media hora. La doncella deja claro que ella también sospecha del marido. Poirot entrevista al médico de Mrs. Penguelly, quien en un principio niega que algo pudiera ir mal, pero luego se asombra al oír que la fallecida había viajado a Londres para consultar a un detective. Su última visita antes de abandonar Cornualles es a la sobrina de Mrs. Pengelley. Se reúnen con Freda Staunton y su prometido Jacob Radnor, y descubren que la causa de la disputa entre Freda y su tía era el encaprichamiento de esta con Radnor.
Poirot y Hastings regresan a Londres, pero se enteran por los periódicos que, finalmente, se ha exhumado el cuerpo de Mrs. Pengelly, encontrándose restos de arsénico. Mr. Pengelley es arrestado y acusado de asesinato. Tras asistir a la vista preliminar, Poirot ya sabe quién es el asesino.

### La aventura de Johnnie Waverly
(Título original: The Adventure of Johnnie Waverly)
Poirot es requerido para investigar el secuestro de un niño de tres años, Johnnie Waverly, hijo de Marcus Waverly, de su mansión familiar en Surret, Waverly Court. En los días previos al secuestro, la familia recibió cartas de extorsión amenazando con secuestrar al niño, y aunque Mr. Waverly las llevó a la policía, esta apenas mostró interés, hasta que recibieron la última en la que se afirmaba que el niño sería secuestrado a las 12 en punto del mediodía del día siguiente. Cuando estaba a punto de cumplirse el plazo, Mrs. Waverly fue ligeramente envenenada y, pensando que alguien en la casa pudiera estar involucrado, Mr. Waverly despidió a todo el personal excepto a Tredwell, el mayordomo, y Miss Collings, la secretaria de su esposa. A la hora indicada, Mr. Waverly, su hijo y el inspector McNeil de Scotland Yard se encontraban en una habitación de la casa con la policía apostada en los jardines de la propiedad. Al sonar las 12, la policía detuvo a un vagabundo que rondaba la propiedad y que llevaba un paquete con algodón, cloroformo y una nota solicitando dinero a cambio del niño. Mr. Waverly y el inspector salieron fuera para ver lo que ocurría, momento en el que el niño es secuestrado y sacado de la propiedad en un coche a través de una puerta ahora sin vigilancia. Un coche en el que viajaba un niño pequeño fue detenido tiempo después, pero se comprobó que no era el que buscaban. Por otro lado, el vagabundo sostuvo que el paquete se lo dio Tradwell, el mayordomo, pero éste tiene coartada, ya que en ese momento se encontraba con Mr. Waverly.
Poirot viaja a Waverly Court y tras explorarla a conciencia, se entrevista con la ex-niñera de Johnnie, Tredwell y Miss Collins, tras lo cual, Poirot concluye su investigación.

### Doble pista
(Título original: The Double Clue)
Poirot recibe la llamada de Marcus Hardman, coleccionista de objetos antiguos, para que investigue un robo de joyas, las cuales fueron sustraídas de su caja fuerte mientras él ofrecía una pequeña fiesta en su casa. Durante la misma, mostró a los invitados su colección de joyas medievales y más tarde descubrió que su caja fuerte había sido abierta y los objetos robados. Cuatro de sus invitados tuvieron la oportunidad de llevarse los objetos: Mr. Johnston, millonario sudafricano recién llegado a Londres; Vera Rossakoff, condesa rusa huida a causa de la Revolución; Bernard Parker, un joven agente que trabaja para Mr. Hardman; y Lady Runcorn, una dama de mediana edad cuya tía es cleptómana. Poirot examina la escena del crimen y encuentra un guante de caballero y una pitillera. Va a ver a Bernard Parker, quien a todas luces parece sospechoso, y éste niega ser el dueño del guante así como de la pitillera, pero Poirot encuentra el guante gemelo en el vestíbulo de la casa de Parker.
Más tarde, Poirot recibe una visita de la condesa, la cual está indignada por el acoso de Poirot a Parker. Habiendo creído inicialmente que la condesa no era rusa realmente, Poirot no tiene más remedio que admitir que la impresionante dama es quien dice ser. Esa tarde, Hastings se sorprende de comprobar que Poirot ha quedado fascinado por la dama. Al día siguiente, Poirot visita a Mr. Hardman y le comunica la identidad del ladrón.

### El rey de trébol
(Título original: The King of Clubs)
Poirot y Hastings leen en el periódico que una familia, los Ogiander, se hallaba jugando al bridge en el salón de su casa de Streatham la noche anterior cuando de repente se abrió la puerta y apareció una mujer con el vestido manchado de sangre y gritando antes de desmayarse: “asesinado”. La familia la reconoció al momento: era Valerie Sinclair, una famosa bai¬larina. Los Ogiander llamaron a la policía, quienes acudieron a la casa vecina y encontraron en la biblioteca el cuerpo sin vida de Mr. Reedburn, famoso empresario teatral. Poirot recibe entonces la visita del príncipe Paul de Mauritania, quien espera casarse pronto con Valerie. Reedburn, le cuenta, estaba enamorado de Valerie, pero sus sentimientos no eran correspondidos. El príncipe Paul teme que Valerie haya tenido algo que ver con la muerte de Reedburn.
Poirot y Hastings van a Streatham y lo primero que hacen es visitar la escena del crimen. La amplia librería posee una ventana que da a los jardines, bajo la que encontró el cadáver y desde la que podía verse la casa de los Oglander, a donde se dirigen justo después. En el salón, la mesa aún con las cartas de la interrumpida partida de bridge. Miss Saintclair sigue allí, y les cuenta que fue a casa de Mr. Reedburn, y mientras hablaba con él, un vagabundo le atacó desde detrás de las cortinas. Entonces fue cuando huyó en dirección a la casa de los Oglander.
De vuelta al salón, Poirot descubre de repente que el rey de trébol falta de la baraja con la que se estaba jugando al bridge y se da cuenta del error que cometió al extraer conclusiones precipitadas.

### La herencia de los LeMesurier
(Título original: The LeMesurier Inheritance)
En los últimos días de la Gran Guerra, Poirot y Hastings se hallan cenando en el Carlton cuando se encuentran con un viejo conocido, el capitán Vincent Lemesurier, quien se encuentra allí con su tío Hugo Lemesurier, cuando de repente llega un primo suyo, Roger, avisándoles de que el padre de Vincent ha sufrido una seria caída mientras montaba a caballo y apenas le quedan unas horas de vida. Vincent y Hugo se marchan corriendo, y Roger les habla entonces de la antigua maldición de los Lemesurier, según la cual ninguno de los primogénitos de la familia podrá heredar jamás. La maldición se fue cumpliendo a lo largo de los siglos. Al día siguiente, Poirot y Hastings descubren que Vincent ha muerto al caer a la vía desde el tren en el que viajaba para ver a su padre moribundo. Pasan los años, durante los cuales todos los tíos de Vincent van muriendo, excepto Hugo, que queda como heredero de la familia.
Una mañana, Poirot recibe la visita de la mujer de Hugo. Ella es americana y no cree en la maldición a pesar de que su hijo mayor de ocho años, Ronald, ha escapado de la muerte en tres ocasiones durante los últimos meses. Poirot y Hastings viajan a la casa en Northumberland y comprueban que Hugo Lemesurier se ha deteriorado visiblemente, llegando a afirmar que su hijo mayor está condenado, y que él mismo morirá pronto de una enfermedad incurable. Poirot y Hastings se entrevistan con el resto de la gente de la casa: Roger Lemesurier, quien parece haber sobrevivido a la maldición, Miss Sauders, aya de los niños, y John Gardiner, secretario de su marido. Poirot necesitará muy poco tiempo para, empleando sus células grises, desvelar el misterio que se oculta tras la maldición de los Lemesurier.

### La mina perdida
(Título original: The Lost Mine)
Poirot y Hastings están discutiendo sobre inversiones y Poirot habla de unas acciones que posee de Minas de Birmania Sociedad Limitada, regalo de un antiguo cliente. Se ofrece a contarle la historia de cómo las consiguió y Hastings escucha encantado… Las minas en cuestión eran inicialmente minas de plata, descubiertas por los chinos en el siglo XV. La plata se agotó, pero quedaba muchísimo plomo. Lamentablemente, la localización de la mina se había perdido cuando se agotó la plata, y la única pista eran unos papeles viejos en manos de una familia china. El cabeza de familia, Wu Ling, acordó negociar la venta de dichos papeles y viajó a Inglaterra para completar la transacción con una importante compañía. Al llegarse reuniría con uno de los directores, Mr. Pearson, pero su tren se retrasó y Wu Ling se fue solo a su hotel en Londres, el Rusell Square, desde donde telefoneó a la compañía para comunicarles que les vería al día siguiente. Sin embargo, no apareció y por la tarde se encontró su cuerpo flotando en el Támesis.
Llamaron inmediatamente a Poirot para que investigara a la gente que compartió viaje con Wu Ling. Averiguó que uno de ellos, un joven empleado de banca llamado Charles Lester, fue visto con Wu Ling saliendo del Rusell Square la mañana de su desaparición. Mr. Lester fue inmediatamente localizado y contó que Wu Ling se citó con él a las 10.30am. En lugar del chino, apareció su sirviente y se ofreció a acompañarle a donde estaba su señor. El taxi les llevó a ambos en dirección a los muelles, donde Lester se puso nervioso y se apeó antes de que llegaran a su destino. Sin embargo, muy pronto se comprobó que la versión de Lester distaba mucho de ser exacta… Poirot acabará descubriendo la verdad… y los planos de la mina perdida.

### El expreso de Plymouth
(Título original: The Plymouth Express)
La Sra. de Rupert Carrington, de soltera Flossie Halliday, es encontrada muerta bajo el asiento de un compartimento del expreso de Plymouth. Su padre, un magnate del acero americano, le pide a Poirot que se haga cargo del caso. Poirot conocía a la mujer de haberla visto en París en una ocasión junto a un tal conde de la Rochefour, pero ésta había acabado casándose con Rupert Carrington, quien demostró ser un marido del todo inadecuado y se separaron.
Poirot y Hastings van a ver a Mr. Halliday a su casa de Park Lane. Allí les cuenta que su hija se dirigía a una fiesta en West Country; viajaba en tren desde Paddington e hizo trasbordo en Bristol para coger el expreso de Plymouth. Mrs. Carrington llevaba encima joyas por valor de casi 100,000 libras. Según su doncella, que viajaba con ella, Mrs. Carrington le pidió en Bristol que esperase en la estación mientras se iba a un sitio que no especificó. Cuando le estaba dando estas instrucciones, Mason vio de espaldas a un hombre en el compartimento de Mrs. Carrington. Tras esperar durante casi todo el día, Mason se registró en un hotel para pasar la noche y leyó sobre el asesinato al día siguiente: Mrs. Carrington había sido apuñalada y las joyas habían desaparecido. Poirot descubre que Flossie y el conde de la Rochefour habían retomado su romance.
Japp confirma que tanto Rupert Carrington como el conde de la Rochefour tienen coartada. Se encuentra el arma homicida y se interroga al muchacho a quien Flossie le compró unas revistas en la estación de Bristol. Poirot y Hastings viajan inmediatamente a la casa de Halliday y, una vez allí, Poirot revela la identidad del asesino.

### La caja de bombones
(Título original: The Chocolate Box)
Poirot le habla a Hastings del único caso que no fue capaz de resolver: la repentina muerte de Paul Déroulard, diputado francés residente en Bruselas. Era viudo, su joven y rica mujer había fallecido años atrás. Poirot se encontraba de vacaciones cuando recibió la visita de Mademoiselle Virginie Mesnard, prima de Madame Déroulard, quien le convenció de que la muerte de Paul no fue natural. Vivían con Deloulard cuatro sirvientes, su anciana madre, la propia Mademoiselle Mesnard y, dos huéspedes: Monsieur de Saint Alard y John Wilson.
Poirot comenzó a investigar la comida que se sirvió la noche en que murió Déroulard pero no encontró nada. Examinando el estudio donde tuvo lugar el fallecimiento, Poirot descubrió una caja de bombones, y supo que Déroulard solía comer algunos después de cenar. Hablando con el médico, supo de algunos venenos que pudieran haber sido introducidos en los bombones de forma que causaran la muerte de Déroulard. 
Poirot seguirá llevando a cabo sus pesquisas, pero antes de llegar a una conclusión sobre la identidad del asesino, éste se le adelantará.

### El robo de los planos del submarino
(Título original: The Submarine Plans)
Poirot es requerido urgentemente en Sharples, hogar de Lord Alloway, presidente del Ministerio de Defensa. Llegado allí con Hastings, Poirot es presentado a Sir Harry Weardale, Primer Lord del Almirantazgo, quien se aloja en Sharples junto con su mujer y su hijo. También está allí Mistress Conrad, una dama muy conocida de la alta sociedad. La urgencia se debe que los planos secretos para el nuevo submarino tipo Z han sido robados. Los hechos: tras la cena, Lord Alloway dio instrucciones a su secretario, Mr. Fitzroy, para que sacara los planos de la caja fuerte y los colocara sobre la mesa del estudio. Lord Alloway y el Almirante fueron a pasear un rato por la terraza, cuando el primero vio una sombra pasando frente a ellos y desaparecer. De vuelta al estudio, vieron que los planos no estaban donde se supone que el secretario los había colocado. El mismo Fitzroy alegó haber visto un fantasma, justo cuando los planos fueron robados.
Con una antorcha, Poirot examina el césped bajo la ventana del estudio y no encuentra rastro de huellas, a pesar de que había llovido a primera hora de la tarde: el responsable del robo es alguien de la casa. Fitzroy está fuera de sospecha ya que, como apuntó Lord Alloway, el hombre tiene acceso a la caja fuerte y podría haber copiado los planos en cualquier momento. La principal sospechosa es Mistress Conrad, cuyo pasado es algo turbio. Poirot interroga a su doncella, a quien Fritzroy había oído gritar justo antes de ver a ese supuesto fantasma. Justo después, alguien se le acerca a Poirot y se ofrece devolver los planos a cambio de que no se haga publicidad sobre asunto. Poirot ya sabe quién es el ladrón.

### El apartamento del tercer piso
(Título original: The Third Floor Flat)
Cuatro jóvenes, dos hombres y dos mujeres, regresan de una fiesta a la casa de una de las chicas, Patricia Garnett, quien está molesta porque no puede encontrar la llave de su piso, situado en la cuarta planta. El portero no tiene una copia, ni tampoco hay una salida de incendios, pero los dos hombres, Donovan Bailey y Jimmy Faulkener se ofrecen a entrar a través del ascensor para el carbón, ya que éste conecta directamente con la cocina de la casa.
Van al sótano y consiguen entrar en el apartamento. Acceden a la cocina pero la luz no funciona y Donovan se abre camino a tientas hasta la sala de estar. Cuando enciende el interruptor, se dan cuenta de que se han equivocado de piso, habiendo llegado al que está justo debajo, perteneciente a Mrs. Ernestine Grant. Suben al piso superior a través del ascensor para abrirle la puerta a Pat y Mildred Hope, la otra chica. Es entonces cuando se dan cuenta de que Donovan está sangrando en una mano, por lo que los chicos deciden regresan al piso de Mrs. Grant a echar un vistazo y pronto ven un pie sobresaliendo por debajo de la cortina: es el cadáver de Mrs. Grant. De vuelta con las chicas, están discutiendo si llamar a la policía o no cuando una voz interrumpe su plan de acción: es el ocupante del apartamento del quinto, quien se presenta como Hércules Poirot. Personándose en el apartamento de Mrs. Grant, a Poirot le resulta curioso comprobar que la luz de la cocina ahora sí funciona. A Poirot no le llevará mucho tiempo encontrar una explicación.

### Doble culpabilidad
(Título original: Double Sin)
Poirot está desbordado de trabajo y Hastings le sugiere que se tome unas vacaciones y le acompañe una semana a Ebermouth, situado en la costa sur de Devon. Una vez allí, Poirot recibe un mensaje del agente teatral Joseph Aarons en la que le pide que viaje a Charlock Bay, en la costa norte de Devon, ya que le tiene que consultar un problema. Hastings y Poirot deciden viajar en autobús, y una hallándose en la agencia de viajes para comprar los billetes, Hastings se fija en una joven pelirroja, mientras que Poirot dirige su atención a un joven con un ridículo bigote.
La joven, sentada junto a Poirot y Hastings en el autobús, se presenta como Mary Durrant, cuya tía lleva con éxito una tienda de antigüedades en Ebermouth. Mary ha comenzado a trabajar para ella y se dirige a Charlock Bay llevando un valioso set de miniaturas para venderlo a un coleccionista americano que responde al nombre de J. Baker Wood. El autobús hace una pausa para comer en Monkhampton y Miss Durrant se une a Poirot y Hastings en la cafetería. Tras la charla, ella regresa al autobús y cree ver a un hombre llevándose su maleta, pero cuando le alcanza se da cuenta de que estaba en un error, ya que, a pesar del parecido, no era la suya. Sin embargo, la descripción que Miss Durrant hace del hombre se ajusta sorprendentemente a la del joven del bigote escuálido que Poirot y Hastings vieron el día anterior en la agencia de viajes.
El autobús llega a Charlock Bay, y Poirot, Hastings y Miss Durrant reservan habitaciones en el Anchor Hotel. Ella se da cuenta al deshacer su maleta que esta ha sido forzada y las miniaturas robadas; habiendo oído que Poirot es detective, le pide ayuda. Poirot telefonea a Mr. Wood, quien le dice que media hora antes ha venido alguien en nombre de Elizabeth Penn,  la tía de Mary Durrant, a quien le ha pagado 500 libras por las miniaturas. Poirot y Hastings van a visitar a Mr. Wood, mientras se preguntan por qué el ladrón se entretuvo en forzar la maleta en lugar de llevársela y abrirla después. Como es de suponer, no tardará en averiguar la verdad.

### El misterio de Market Basing
(Título original: The Market Basing Mystery)
Invitados por Japp, Poirot y Hastings deciden pasar el fin de semana con él en la pequeña localidad rural de Market Basing. Mientras disfrutan de un buen desayuno, son interrumpidos por un agente de la policía local, que le pide ayuda a Japp con un problema: Walter Protheroe, el solitario propietario de una gran mansión local, Leigh House, ha sido encontrado muerto en su casa. Supuestamente se ha suicidado, pero el médico local sostiene que es imposible.
Los tres van a Leigh House y se reúnen con el ama de llaves, Miss Clegg, quien aquella mañana había llamado en vano a la puerta de la habitación de su amo y, al reparar en que estaba cerrada se alarmó y llamó a la policía y al médico. Llegados a un tiempo, el agente Pollard y el Dr. Giles echaron abajo la puerta y hallaron a Protheroe muerto de un disparo en la cabeza y asiendo una pistola con la mano derecha. El problema es que la bala había entrado en la cabeza por detrás de la oreja izquierda, por lo que era imposible que se disparase él solo el tiro. La llave de la puerta ha desaparecido, lo que Japp supone un grave error por parte del asesino si éste trataba de dar la apariencia de suicidio. En la casa se aloja una pareja de Londres llamada Parker que, de acuerdo con lo que dijo Miss Clegg, no eran del agrado de Protheroe.
La vista tiene lugar dos días después y se presenta un vagabundo que dice haber oído a Protheroe y Parker discutiendo sobre dinero la noche de la muerte. Las conclusiones de la vista son claras, pero las de Poirot son muy diferentes.

### Nido de avispas
(Título original: Wasp's Nest)
Sentado en la terraza del jardín de su casa una tarde de verano, John Harrison recibe la visita inesperada de su amigo Poirot. El detective le cuenta que está en la localidad para investigar un crimen, pero sorprende a Harrison al admitir que éste aún no se ha cometido, si bien añade que es mejor prevenir antes de que suceda. Después desvía misteriosamente la conversación hacia un nido de avispas que hay en un árbol cercano a ellos, y ambos empiezan a debatir sobre cómo destruirlo. Harrison le dice que un amigo suyo, Claude Langton, va a encargarse de eliminarlo inyectando gasolina, pero Poirot le comenta que ese mismo día había visto a Langton comprando cianuro en una farmacia, algo que sorprende a Harrison, ya que su amigo le había dicho que era reacio a eliminar nidos de avispas con pesticidas. Poirot pregunta entonces a Harrison si le gusta Langton. De alguna manera, con esta pregunta Poirot está advirtiendo a Harrison, ya que éste está prometido a una joven, Molly Deane, que previamente había sido la prometida de Langton. Antes de marcharse, Poirot pregunta a Harrison cuándo va a acudir Langton a la casa para destruir el nido de avispas. Al enterarse de que estará a las nueve de la noche, queda en que él también regresará a la casa de Harrison a esa hora.
Poirot regresa antes de la hora convenida y se encuentra con que Langton está marchándose y el nido sigue intacto. Harrison parece encontrarse bien y Poirot espera que no tenga ninguna indigestión por culpa del carbonato de sodio que acaba de consumir. Harrison se queda sorprendido ante este comentario y es entonces cuando Poirot le explica que, en la visita previa que le había hecho ese mismo día, le había cambiado el cianuro que Harrison tenía en su bolsillo por carbonato de sodio. En efecto, Poirot se había encontrado con Langton a la salida de la farmacia y le había escuchado decir que Harrison prefería destruir el nido de avispas con cianuro, en lugar de con gasolina. Además, Poirot sabe que el romance entre Langton y la señorita Molly se había reavivado, mientras que había visto a Harrison salir de la consulta de un médico con cara de haber recibido malas noticias, ante lo cual Harrison le confirma que le quedan solo dos meses de vida. Juntando todas las piezas, el célebre detective belga le explica a Harrison que se había dado cuenta de que éste planeaba suicidarse con el cianuro que supuestamente iba destinado a destruir a las avispas, para luego dejar que acusasen a Langton de haberlo asesinado, como venganza por haber vuelto a salir con Molly. Poirot también era consciente de que Harrison le había mentido en algunos puntos, como por ejemplo cuando le había dicho que Langton iba a acudir a su casa a las nueve, cuando en realidad iba a ir a las ocho y media. Por eso, había sustituido el veneno por algo tan inofensivo como el carbonato de sodio, evitando así el suicidio de Harrison y la falsa acusación de asesinato contra Langton. Ante esto, Harrison acaba expresando su gratitud a Poirot por haberle visitado y por haber saboteado sus planes.

### Poirot infringe la ley
(Título original: The veiled lady, ya publicado en el libro Poirot infringe la ley)

### Problema en el mar
(Título original: Problem at Sea)
Poirot se encuentra haciendo un crucero por Egipto, y allí entabla conversación con otros pasajeros. Con ellos está el general Formes, hablando desdeñosamente de otro pasajero, el coronel Clapperton, de quien afirma que en realidad es un antiguo artista de. Los otros pasajeros sienten más simpatía por Clapperton debido a la paciencia que demuestra con su difícil y exigente esposa. Ella es algo hipocondríaca, se queja de sus problemas de corazón pero al mismo tiempo presume de estar continuamente activa. Incluso Poirot parece provocar su ira cuando le responde de forma algo seca durante su conversación mantenida por ambos. Dos chicas jóvenes, Kitty Mooney y Pamela Creegan, le toman simpatía al coronel y deciden “rescatarle” de su mujer. Le llevan de paseo por cubierta mientras su mujer juega al bridge. Más tarde, Poirot ve al coronel mostrando sorprendentes trucos de cartas a las dos chicas.
El barco llega a Alejandría y Mrs. Clapperton rehúsa desembarcar, gritándole a su marido tras su camarote cerrado que ha pasado una mala noche. Cuando todo el mundo regresa, Mrs. Clapperton sigue sin responder a la puerta. Un camarero la abre y encuentran a la mujer apuñalada en el corazón con una daga nativa, y su dinero y joyas han desaparecido.
Se sospecha que el robo y posterior asesinato pudo ser cometido por alguno de los vendedores de baratijas que subieron al barco cuando éste atracó, pero los pensamientos de Poirot van en otra dirección. Esa tarde, a petición de Poirot, los demás pasajeros se reúnen en el salón de estar. Poirot hará una de esas representaciones que tanto le gustan para comunicar a los presentes que ya sabe quién mató a Mrs. Clapperton.

### ¿Cómo crece tu jardín?
(Título original: How Does Your Garden Grow?)
Poirot recibe una extraña carta de petición de ayuda por parte de una anciana dama llamada Miss Amelia Barrowby, quien vive en Rosebank, Charman’s Green. En ella, explica de forma extremadamente imprecisa su problema, pero insiste en que la discreción es fundamental ya que su familia está involucrada. La carta intriga a Poirot, pero cinco días después, el Morning Post anuncia la muerte de Miss Barrowby. Poirot decide entonces acudir a Rosebank y una vez allí, admira la belleza del magnífico jardín. Llevado al interior de la casa por una doncella, la primera persona que se encuentra allí es una joven rusa llamada Katrina Reiger, quien habla de forma enigmática sobre un dinero que en derecho le pertenece. Son interrumpidos por Mrs. Delafontaine y su marido, quien desprecia a Katrina.
Poirot se entrevista con el inspector de policía local, quien le dice que Miss Barrowby murió de una dosis de estricnina. Los Delafontaine son sospechosos ya que heredarán una gran suma de dinero, aunque por otra parte se sabe que Katrina suministraba a su señora polvos medicinales, y podía ser que la última dosis incluyera también estricnina. El problema es que ella no se beneficiaría de la muerte de Miss Barrowby, ya que entonces en caso de producirse, perdería su empleo. El día siguiente, no obstante, se da a conocer que Miss Barrowby dejó la mayor parte de su dinero a Katrina, por lo que confirmándose el móvil, la joven rusa es inmediatamente detenida. Se encuentra un paquete de estricnina bajo el colchón de Katrina, lo que parece cerrar el caso definitivamente, pero Poirot no está convencido del todo y, fiel a su estilo, analiza los problemas con orden y método, lo cual le lleva directamente al autor del crimen.

## Adaptaciones en cine, televisión o teatro

### Wasp's Nest
"Wasp's Nest" (título en el idioma original, puesto que no se llegó a doblar al español) fue el primer misterio de Agatha Christie en ser adaptado para la televisión y, de hecho, el único relato corto que adaptó la propia Agatha Christie personalmente. La retransmisión tuvo lugar en directo por la BBC el 18 de junio de 1937, duró 25 minutos, y solo pudo verse en el área de Londres, ya que esta era la única parte del Reino Unido que podía recibir señal de televisión en aquella época.

### Agatha Christie: Poirot
Quince de las dieciocho historias incluidas en Primeros casos de Poirot han sido llevadas a la pequeña pantalla como capítulos de la serie Agatha Christie: Poirot, producida por la británica ITV, con David Suchet en el papel de Poirot, Hugh Fraser como Hastings, Philip Jackson como Japp y Pauline Moran como Miss Lemon. Las adaptaciones por orden de emisión (de la V.O.) son:
Primera Temporada
- Episodio 1: La aventura de la cocinera de Clapman: 08/01/1989
- Episodio 3: La aventura de Johnnie Waverly: 22/01/1989
- Episodio 5: El apartamento del tercer piso: 05/02/1989
- Episodio 7: Problema en el mar: 19/02/1989
- Episodio 9: El rey de trébol: 12/03/1989

Segunda Temporada
- Episodio 2: La dama del velo (Poirot infringe la ley): 14/01/1990
- Episodio 3: La mina perdida: 21/01/1990
- Episodio 4: El misterio de Cornualles: 28/01/1990
- Episodio 6: Doble culpabilidad: 11/02/1990

Tercera Temporada
- Episodio 2: ¿Cómo crece tu jardín?: 06/01/1991
- Episodio 4: El expreso de Plymouth: 20/01/1991
- Episodio 5: Nido de avispas: 27/01/1991
- Episodio 7: Doble pista: 10/02/1991
- Episodio 10: El caso del baile de la Victoria: 03/03/1991

Quinta Temporada
- Episodio 8: La caja de bombones: 21/02/1993